# Rotocultor

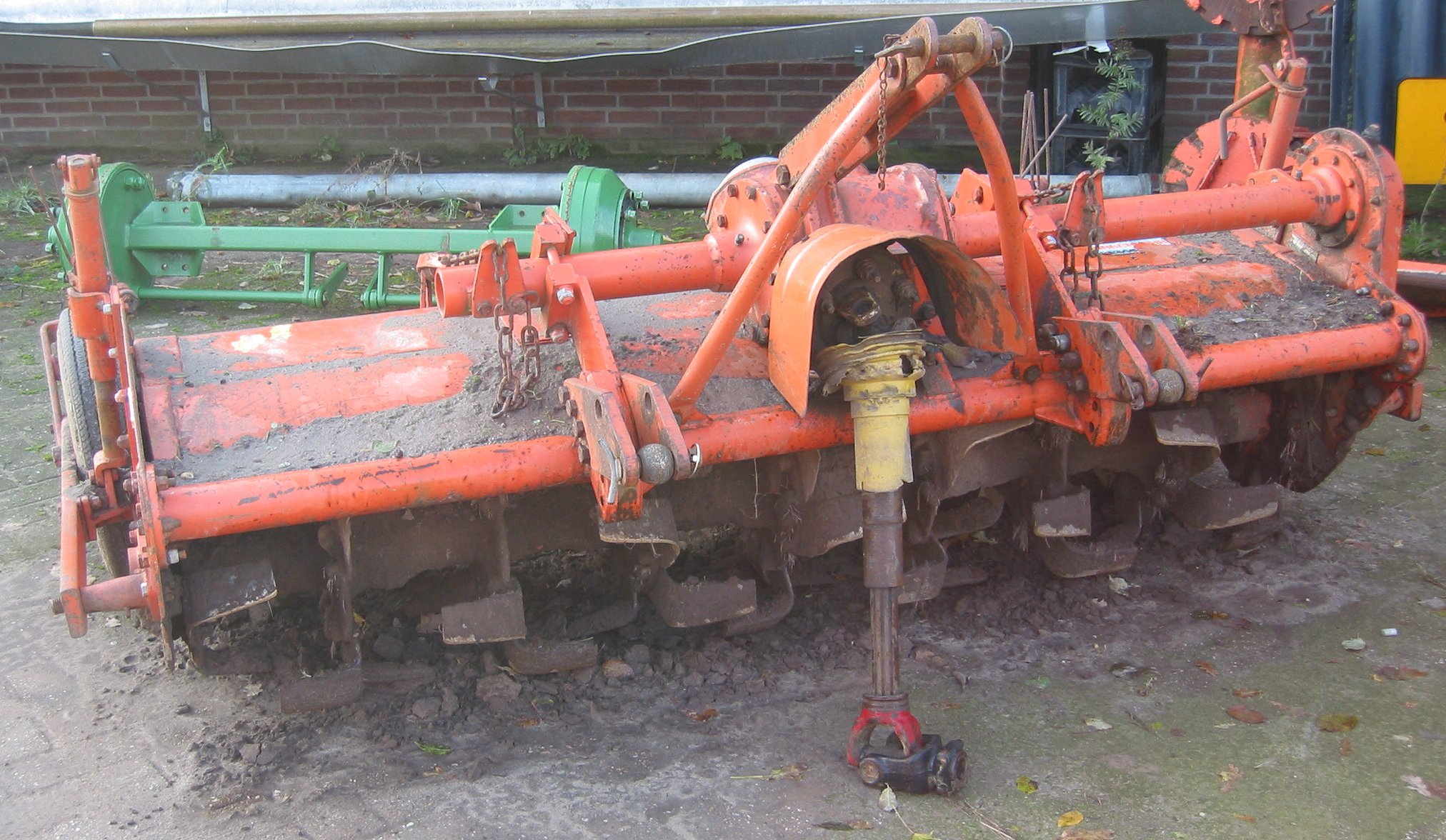
Rotocultor o fresadora para enganche de tres puntos y su eje cardánico para acoplar a la toma de potencia del tractor.

El rotocultor, fresadora, rotovátor o rotocultivador es una máquina agrícola de labranza que mediante azadas montadas sobre un eje accionado por la toma de potencia del tractor desmenuzan el suelo al girar. Los más difundidos son de eje horizontal con azadas generalmente en forma de L, si bien también las hay de eje vertical. Logran una pulverización del suelo que acelera la descomposición de la materia orgánica, especialmente en suelos duros y secos. Puede decirse que en una sola labor cumplen las funciones de la labranza primaria y la secundaria, dejando el suelo preparado para la siembra.
El movimiento de giro del eje del rotocultor es tomado de la toma de potencia del tractor, al que se une mediante un eje cardánico. La rotación del eje generalmente es en el sentido de marcha, de modo que proporciona un empuje adicional a las ruedas del tractor. El eje horizontal de las fresadoras gira entre 150 a 300 rpm. El grado de pulverización del suelo se halla en relación directa con la velocidad tangencial del rotor y en relación inversa con la velocidad de avance. Requieren una potencia del tractor entre 35 y 45 CV por metro de ancho de trabajo (25-35 kW/m). La energía consumida es sensiblemente superior a la del arado de reja y vertedera hallándose entre el doble al triple de éste.

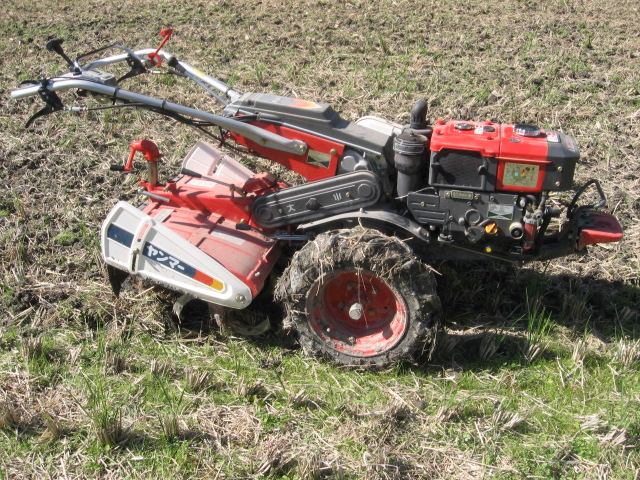
Rotocultor o motocultor de uso hortícola.

El rotocultor está muy extendido en horticultura como máquina de labranza. Hay rotocultores formando una unidad con un tractor de un eje o motocultor, llamados frecuentemente rototiller, que fue el nombre de una marca bastante conocida que llegó a dar su nombre al implemento. Su tamaño relativamente pequeño permite trabajar incluso dentro de invernáculos. La potencia de sus motores (de ciclo Otto) no suele sobrepasar los 10 CV (7 kW).